# Burmagomphus insularis
Burmagomphus insularis – gatunek ważki z rodziny gadziogłówkowatych (Gomphidae).